# Торговый дом на Куйбышева, 6
Торговый дом на Куйбышева, 6 (другой вариант наименования — Персидский магазин) — памятник архитектуры и градостроительства во Владикавказе, Северная Осетия. Объект культурного наследия России регионального значения. Находится в историческом центре города на углу улиц Куйбышева, д. 6 и Ленина, д. 37.

## История
В конце 1860-х годов во Владикавказ стали приезжать торговцы и переселенцы из Персии и азербайджанцы из Тифлисской губернии, которые открывали в городе различные торговые предприятия. Они торговали на Александровском проспекте колониальными товарами, на городском рынке продавались персидские ковры, фрукты и восточные сладости. К концу 1880-х годов численность персов во Владикавказе значительно увеличилась, в связи с чем в городе на улице Евдокимовской открылось Персидское посольство
В 1888 году на Грозненской улице был построен Торговый дом, получивший наименование «Персидский магазин», в котором торговали персидскими коврами.
В начале XX века в здании находилась обувная и кожевенная мастерская В. Г. Шелудякова. В советское время в нём размещалась радио- и телемастерская. В настоящее время здание принадлежит отделению Государственного банка России, находящемуся в соседнем здании № 4 по улице Куйбышева.
Архитектура
Одноэтажное кирпичное здание построено в восточно-мусульманском стиле. При строительстве был использован светлый природный камень. . Большие стрельчатые окна заключены в такие же стрельчатые арки. Кладка выполнена из красного кирпича в пустошку. В угловой части здания на крыше над входом устроен купол, отсылающий на мусульманскую архитектуру.
Позднее здание было окрашено и фасад потерял свой красный цвет.